# برادلي إيوستاس
برادلي إيوستاس (بالإنجليزية: Bradley Eustace)‏ هو ملحن أسترالي، ولد في 12 يوليو 1978 في كيرنز في أستراليا.